# Palu (Indonesia)
Palu è una città posta sulla costa centro-occidentale della grande isola del Celebes, detta Sulawesi in lingua locale. 
È il capoluogo della provincia di Sulawesi Centrale e con una popolazione di oltre 300 000 abitanti è anche una delle maggiori città dell'intera isola.
Il 28 settembre 2018 fu colpita da un potentissimo terremoto (magnitudo 7.5) che causò gravi danni grazie anche al successivo maremoto innescato dal sisma: i morti furono 4.340, più di 200.000 gli sfollati.